# 東条町
東条町（とうじょうちょう）は、兵庫県の南東部に位置していた町。旧加東郡。
2006年に加東郡社町・滝野町と新設合併し、加東市になったため消滅した。

## 地理
- 河川: 東条川・鴨川
- 湖沼: 東条湖

### 隣接していた自治体
- 社町、小野市、三木市、三田市

## 歴史

東条町章

- 1955年（昭和30年）3月31日 - 中東条村・上東条村が合併して東条町が発足。
- 1965年（昭和40年）7月 - 町章を制定[1]。
- 1983年（昭和58年） - 兵庫県立社高等学校東条分校が閉鎖。
- 1995年（平成7年）7月28日 - 東条湖ランドで姫路市在住の小学1年生女児が遊具から転落して死亡する事故が発生。
- 1996年（平成8年）3月 - 中国自動車道ひょうご東条インターチェンジが供用。
- 2006年（平成18年）3月20日 - 滝野町・社町と合併して加東市が発足。同日東条町廃止。

## 行政
- 町長 小池敏

## 経済

### 産業
- 釣針・鯉のぼりの製造
- 酒米「山田錦」の主産地

1992年までは葉タバコを生産していたが現在はしていない。

## 地域

### 教育

#### 小学校
- 東条町立東条西小学校（加東市立東条西小学校を経て 現：加東市立東条学園小中学校）
- 東条町立東条東小学校（加東市立東条東小学校を経て 現：加東市立東条学園小中学校）

#### 中学校
- 東条町立東条中学校（加東市立東条中学校を経て 現：加東市立東条学園小中学校）

## 過去に存在した学校
- 東条町立東条西中学校
- 東条町立東条東中学校

## 交通

### 鉄道路線
東条町には鉄道路線は通じていない。

### 道路
- 高速道路
  - 中国自動車道 ひょうご東条インターチェンジ
- 県道
  - 兵庫県道17号西脇三田線
  - 兵庫県道75号小野藍本線
  - 兵庫県道85号神戸社線
  - 兵庫県道91号はりま東条インター線
  - 兵庫県道144号西脇口吉川神戸線
  - 兵庫県道313号平木東条線
  - 兵庫県道315号下相野森線
  - 兵庫県道316号広野東条線
  - 兵庫県道353号大畑小野線
  - 兵庫県道564号東条社線
- 道の駅
  - とうじょう：中国縦貫自動車道「ひょうご東条IC」出てすぐ

## 名所・旧跡・観光スポット・祭事・催事
- 東条湖：鴨川ダムの建設によって出来たダム湖。町のシンボル的存在。
- 鴨川ダム：（灌漑用ダム：水面積約5万平方メートル、貯水量850万トン、昭和26年建設）
- おもちゃ王国：ウォーターパーク「アカプルコ」で有名な遊園地。兵庫県三田市の新三田駅より送迎バス
- 黒岩若宮八幡宮本殿：三間社流造、唐破風造形式（重要文化財）
- 町の面積に対するゴルフ場の面積の割合が日本一なことから、「ゴルフ場銀座」と称される。

## 出身有名人
- 柴崎恵次（海軍中将。タラワの戦いの司令官）
- 坂本遼（詩人。代表作品『詩集 たんぽぽ』昭和2年出版）